# Jean-Félix Adolphe Gambart
Jean-Félix Adolphe Gambart (Sète, 12 de mayo de 1800 – París, 23 de julio de 1836) fue un astrónomo francés.

## Biografía
Hijo de un capitán de la marina, la inteligencia de Gambart fue reconocida muy tempranamente por Alexis Bouvard, quien le persuadió para que se orientase hacia la carrera de astrónomo. Se incorporó al Observatorio de Marsella en 1819, siendo nombrado su director en 1822.
Durante su carrera hizo un gran número de observaciones sobre los satélites de Júpiter, y descubrió igualmente 5 cometas. En 1832 observó el tránsito de Mercurio sobre el Sol, e hizo notar que el planeta aparecía "deformado" al ser enfocado cuando se encontraba junto al borde del disco solar.
Gambart padeció la tuberculosis y murió de una infección de cólera en París en 1836, a la edad de 36 años.

## Reconocimientos
- Recibió la medalla de la London Astronomy Society por sus cálculos de la órbita de un cometa.
- Desde 1935, el cráter lunar Gambart lleva su nombre para rendirle homenaje.[2]